# Alejandro Utrilla Belbel
Alejandro Utrilla Belbel   (Alcalá la Real, 1889 - Granada, 12 de febrer de 1963) fou un militar espanyol, Capità general de les Illes Balears durant el franquisme.
Ingressà a l'exèrcit en l'arma de Cavalleria. Va passar la major part de la seva vida militar al protectorat espanyol al Marroc i participà en la Guerra del Rif. En proclamar-se la Segona República tenia el grau de tinent coronel i va donar-se de baixa a l'exèrcit. Militant carlí, a començament de 1936 fou nomenat Inspector de Requetés i fou enviat a Navarra per tal d'organitzar aquestes unitats, i un cop va triomfar el cop d'estat del 18 de juliol de 1936 a Navarra, va marxar amb les seves unitats sobre Saragossa, que va ser ocupada per les tropes del bàndol nacional.
Ascendit a general de brigada, el 1940 fou nomenat cap de la I Brigada de la Divisió de Cavalleria. El 1942 fou condecorat amb la Gran Creu de l'Orde de Sant Hermenegild i el 1943 fou ascendit a general de divisió. En novembre de 1952 fou ascendit a tinent general i nomenat Capità general de les Illes Balears, càrrec que va deixar el 1954 quan fou nomenat capità general de la VII Regió Militar amb seu a Valladolid. En setembre de 1959 va passar a la reserva i es va establir a Granada, on va morir en febrer de 1963.